# (908) Buda
(908) Buda est un astéroïde de la ceinture principale, découvert le 30 novembre 1918 par l'astronome allemand Max Wolf depuis l'observatoire du Königstuhl.
Nommé d'après Buda, désormais partie de Budapest.